# Ливеровский, Александр Васильевич
Алекса́ндр Васи́льевич Ливеро́вский (23 августа 1867, Петербург — 19 декабря 1951, Ленинград) — российский инженер путей сообщения, доктор технических наук, профессор. Министр путей сообщения Временного правительства (1917).

## Семья
Родился в семье дипломированного агронома-лесничего Василия Евгеньевича Ливеровского, который был уездным охотоведом Олонецкой губернии и занимался разметкой просек и делянок в лесах, размежеванием угодий и мелиорацией болот в Олонецкой губернии. Детство провёл в семейном доме в селении Лебяжье, что за Ораниенбаумом. В семье было 12 или более детей.
Один из братьев — Алексей Васильевич Ливеровский (1871—?), морской врач, отец докторов наук Алексея Алексеевича и Юрия Алексеевича Ливеровских.
Жена — Мария Владимировна.
Недалеко от селения Лебяжье был принадлежавший семье участок леса, который так и назывался «Лаверовский лес». Сейчас он вырублен и застроен, дом Ливеровских сгорел в 2007 году, уцелел только флигель, на котором висит мемориальная доска в память Алексея Алексеевича Ливеровского.

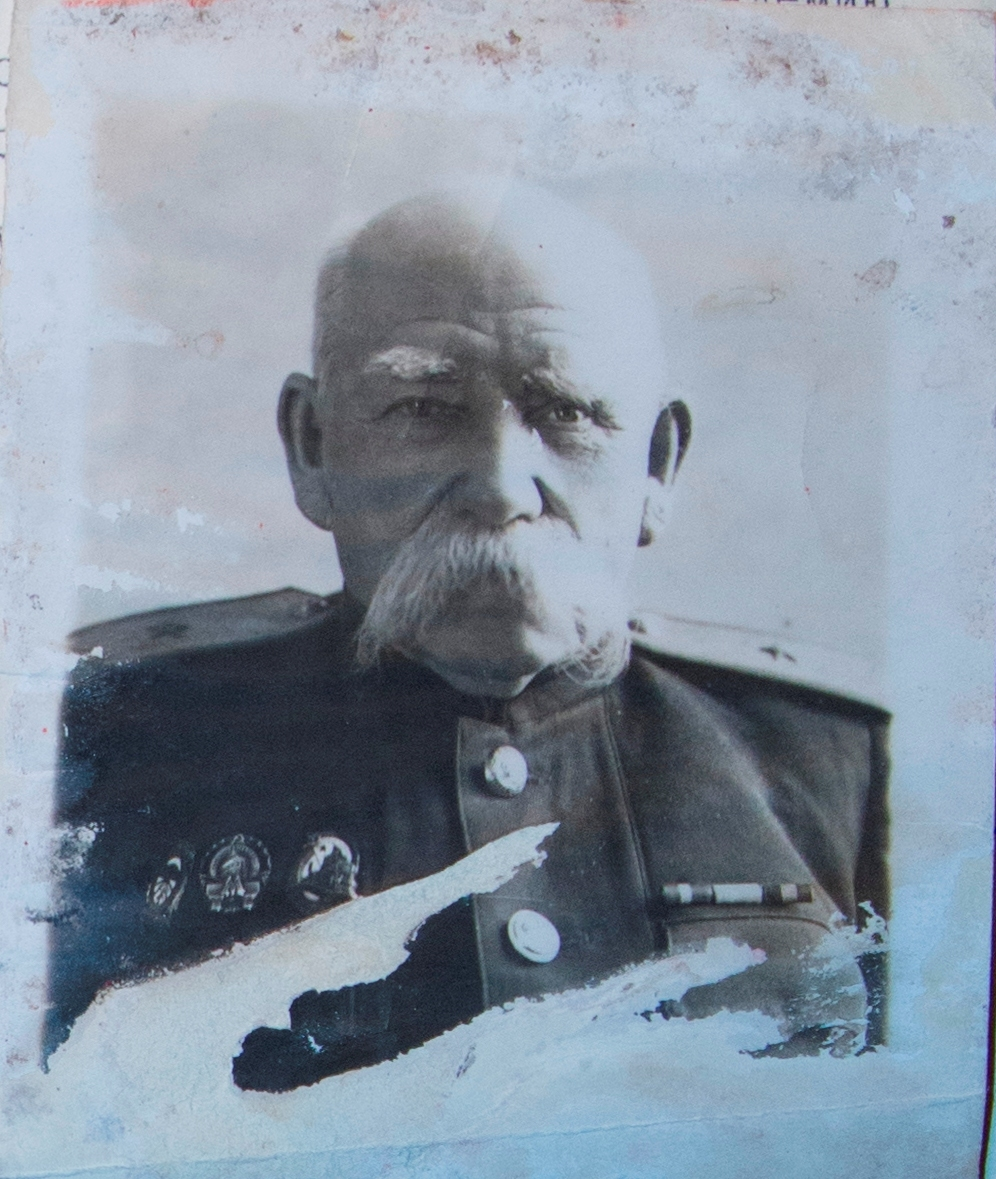
Фото А. В. Ливеровского из семейного архива его двоюродной правнучки Ольги Алексеевны Ливеровской

В годы Великой Отечественной войны жил с женой в Ленинграде на Петроградской стороне (Геслеровский проспект, 7). В своей квартире они приютили свою знакомую с маленьким мальчиком (А. М. Покровским). Впоследствии, когда этот мальчик вырос, он написал книгу воспоминаний своей жизни, часть которой посвящена А. В. Ливеровскому:

 Я жил в квартире А. В. Ливеровского с 1942 по 1947 год.<…> Главный интерес в квартире для меня представляли книги. Вдоль стен столовой располагались книжные шкафы со всеми томами энциклопедии Брокгауза и Эфрона, в кабинете вдоль стены со спальней в таких же шкафах стояли собрания сочинений Шекспира, Шиллера, Байрона большого формата с иллюстрациями, тоже издательства Брокгауза и Эфрона, а также издания классиков — Чехова, Шелера-Михайлова и других. 

## Образование
Окончил Кронштадтскую классическую гимназию (1885; золотая медаль), физико-математический факультет Санкт-Петербургского университета (1889) со степенью кандидата. Во время обучения в университете особенно увлекался астрономией, был удостоен золотой медали за статью о двойных звёздах, защитил кандидатскую работу о солнечном затмении.
В 1889—1890 служил в лейб-гвардии артиллерийской бригаде. Окончил Петербургский институт путей сообщения (1894).
- Летом 1891 — практикант-геодезист, производил съёмку Лозово-Севастопольской железной дороги. Его отчёт был удостоен специальной премии института путей сообщения.
- Летом 1892 — практикант-десятник на строительстве Уфа-Златоустовской железной дороги, где работал вместе с инженером и писателем Н. Г. Гариным-Михайловским.

## Работа на строительстве Транссибирской железной дороги
Летом 1893 на преддипломной практике работал на сооружении железнодорожной линии от Челябинска в сторону Кургана (в начале строительства Транссибирской железной дороги), был начальником дистанции.
В 1894—1897 работал инженером на сооружении Транссибирской железной дороги.
В 1901—1905 — руководил строительством 16-ти километрового участка Кругобайкальской железной дороги (составной части Транссибирской дороги), на котором были возведены 12 тоннелей и 4 противообвальных галереи, объём скальных выработок составил 2,5 млн кубометров. Во время строительства проявил себя квалифицированным управленцем: построил вдоль берега озера Байкал причалы для выгрузки стройматериалов и конструкций, создал флотилию для транспортировки по воде всего необходимого для работ, в середине участка построил электростанцию, которая впервые в стране обеспечивала электроэнергией железнодорожное строительство. Во многом благодаря его усилиям движение по Кругобайкальской дороге было открыто досрочно, в 1904, что позволило обеспечить по ней переброску войск на фронт русско-японской войны.
Был связан с революционным движением. В начале 1900-х годов помог бежавшему из ссылки революционеру Ф. Э. Дзержинскому, спрятав его в своём гостиничном номере. В 1905 переводил деньги забастовочным комитетам, оформлял документы находившимся на нелегальном положении и ссыльным большевикам.
В 1907—1908 руководил перестройкой Средне-Сибирской железной дороги от Ачинска до Иннокентьевской.
В 1912—1915 руководил строительством Восточно-Амурской железной дороги, восточной части Транссибирской железной дороги. В частности, были построены несколько больших Хинганских тоннелей (один из которых пролегал в толще вечномёрзлых пород) и самый большой железнодорожный мост на Евроазиатском континенте. Во время строительства, как и на других объектах, уделял значительное внимание созданию нормальных бытовых условий для рабочих.
В 1914 стал членом Императорского Русского географического общества.

В 1915 движение по всей Транссибирской железной дороги было открыто. На торжествах по этому случаю Ливеровский забил последний «серебряный» костыль. Позднее вспоминал: 

Судьбе было угодно, чтобы первый костыль, когда началась укладка пути от Челябинска, я забил как начальник дистанции, и чтобы в 1915 году в Хабаровске, на смычке… мне пришлось забивать последний костыль Великого Сибирского пути.

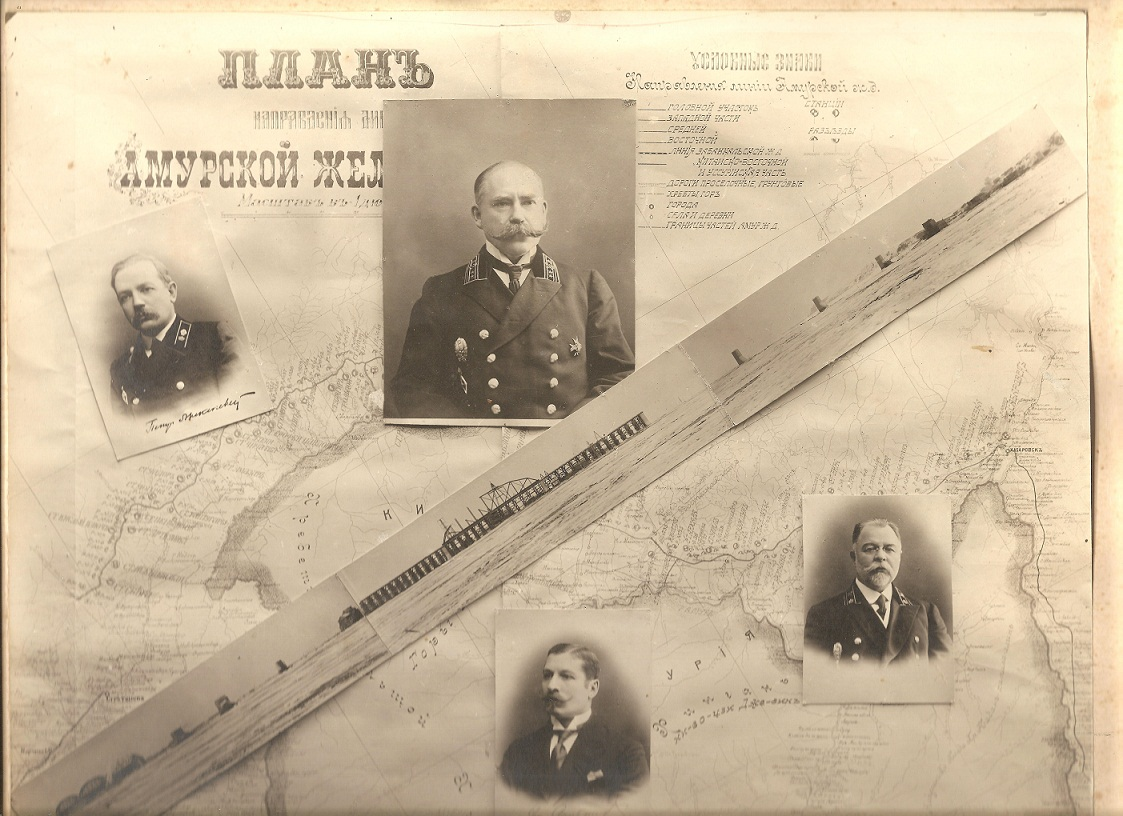
Памятный коллаж в честь окончания строительства Амурской железной дороги.1ый лист. А. В. Ливеровский в центре.
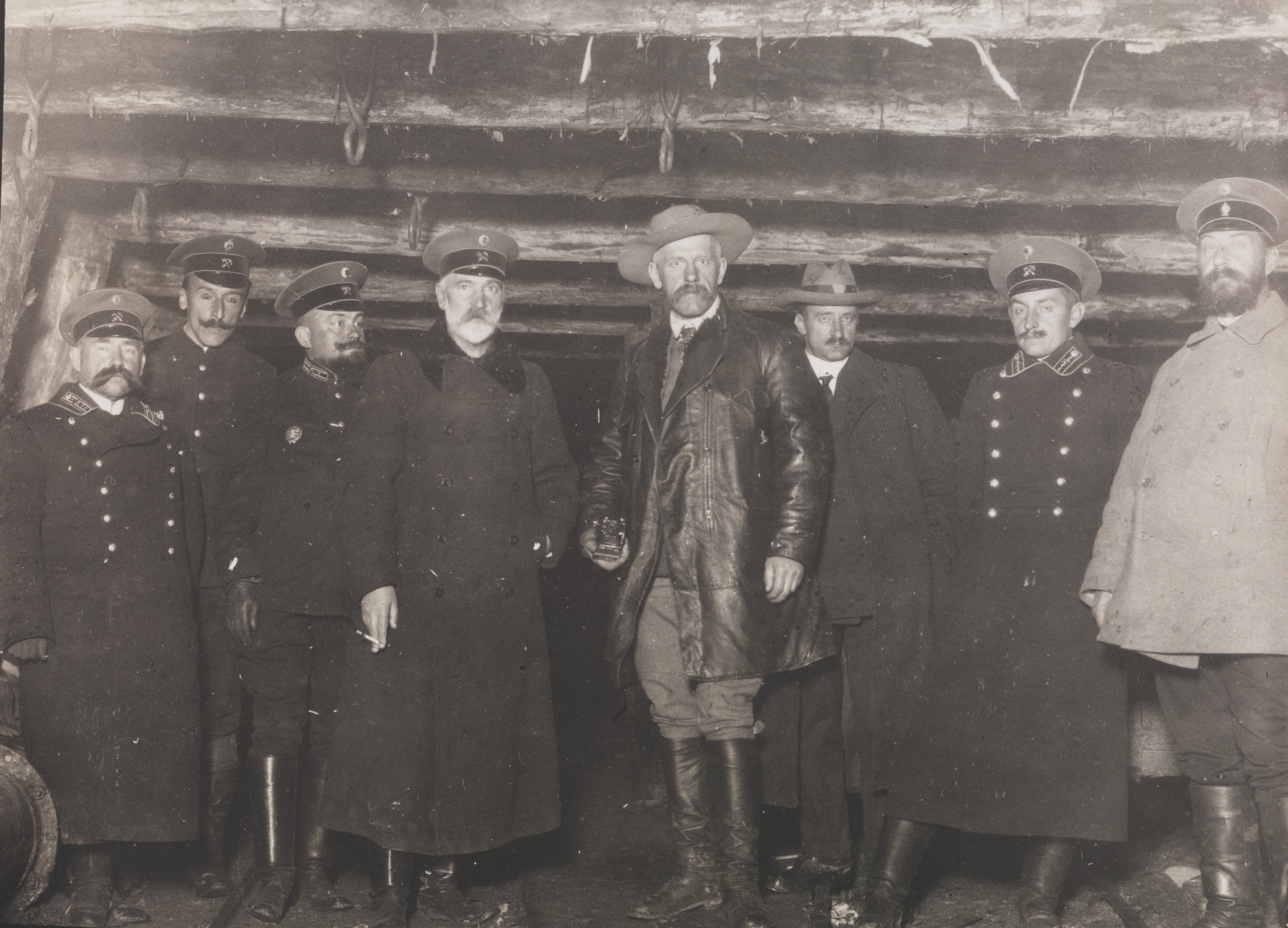
Ливеровский (крайний слева) в Рачинском тоннеле с другим ж/д-начальством и Ф. Нансеном (в центре)

## В центральном аппарате министерства путей сообщения
С сентября 1915 — помощник начальника, затем начальник Управления по сооружению железных дорог Министерства путей сообщения. Осуществлял общее руководство строительством ряда стратегических железных дорог, в том числе построенной за один год Мурманской железной дороги.
После Февральской революции 1917 его карьера значительно ускорилась. Уже 7 марта он стал товарищем (заместителем) министра путей сообщения, в том же месяце, одновременно, председателем Временного центрального совета Союза инженеров и техников, работающих по путям сообщения.
Во время выступления генерала Л. Г. Корнилова в августе 1917 министр путей сообщения П. П. Юренев отказался передавать «антикорниловское» обращение Временного правительства к железнодорожникам. Тогда Ливеровский способствовал передаче в Ставку этого обращения, на основе которого были прекращены перевозки корниловских войск в направлении Петрограда. Кроме того, отдал приказ разобрать стрелочные переводы на станциях Дно и Новосокольники.

## Министр путей сообщения Временного правительства
С 31 августа 1917 — управляющий министерством путей сообщения, с 25 сентября 1917 — министр путей сообщения. Стремился восстановить нормальную работу железных дорог, выступал против забастовок технического персонала.
26 октября 1917 года в 1 ч. 50 мин. был арестован вместе с другими министрами и заключён в Петропавловскую крепость — об этих событиях оставил записи в дневнике, опубликованном в 1960.

## Жизнь во времягражданской войны
Отказался от перехода на сторону большевиков и принятия на себя технического руководства народным комиссариатом путей сообщения. Был освобождён по болезни. После обещания не выступать против советской власти, ему было разрешено выехать на юг на мацестинские воды.
Жил под Сочи в небольшом домике, в политической деятельности участия не принимал. Работал садовником, кухонным мужиком, сторожем, сигнальщиком на маяке. Некоторое время жил по подложному паспорту — видимо, в связи с тем, что белогвардейцы могли подвергнуть его репрессиям за позицию во время корниловского выступления. В это же время, по семейному преданию, его подлинные документы оказались в распоряжении авантюриста, который затем бежал за границу, где выдавал себя за бывшего министра Ливеровского. С этой историей связывается тот факт, что писатель А. Н. Толстой «присвоил» фамилию Ливеровский отрицательному персонажу своей книги «Похождения Невзорова, или Ибикус».

## Инженер на советской службе
В 1921 работал военным инженером на Кавказе, в том числе на продолжении строительства Черноморской железной дороги через Абхазию, участвовал в налаживании отношений центра с Абхазией.
В 1923 по предложению Ф. Э. Дзержинского переехал в Москву. Был техническим экспертом и членом плановой комиссии Народного комиссариата путей сообщения, членом Учёного совета при комиссии Комитета государственных сооружений, работал в Высшем совете народного хозяйства. Участвовал в заключении ряда договоров с немецкими концессиями.

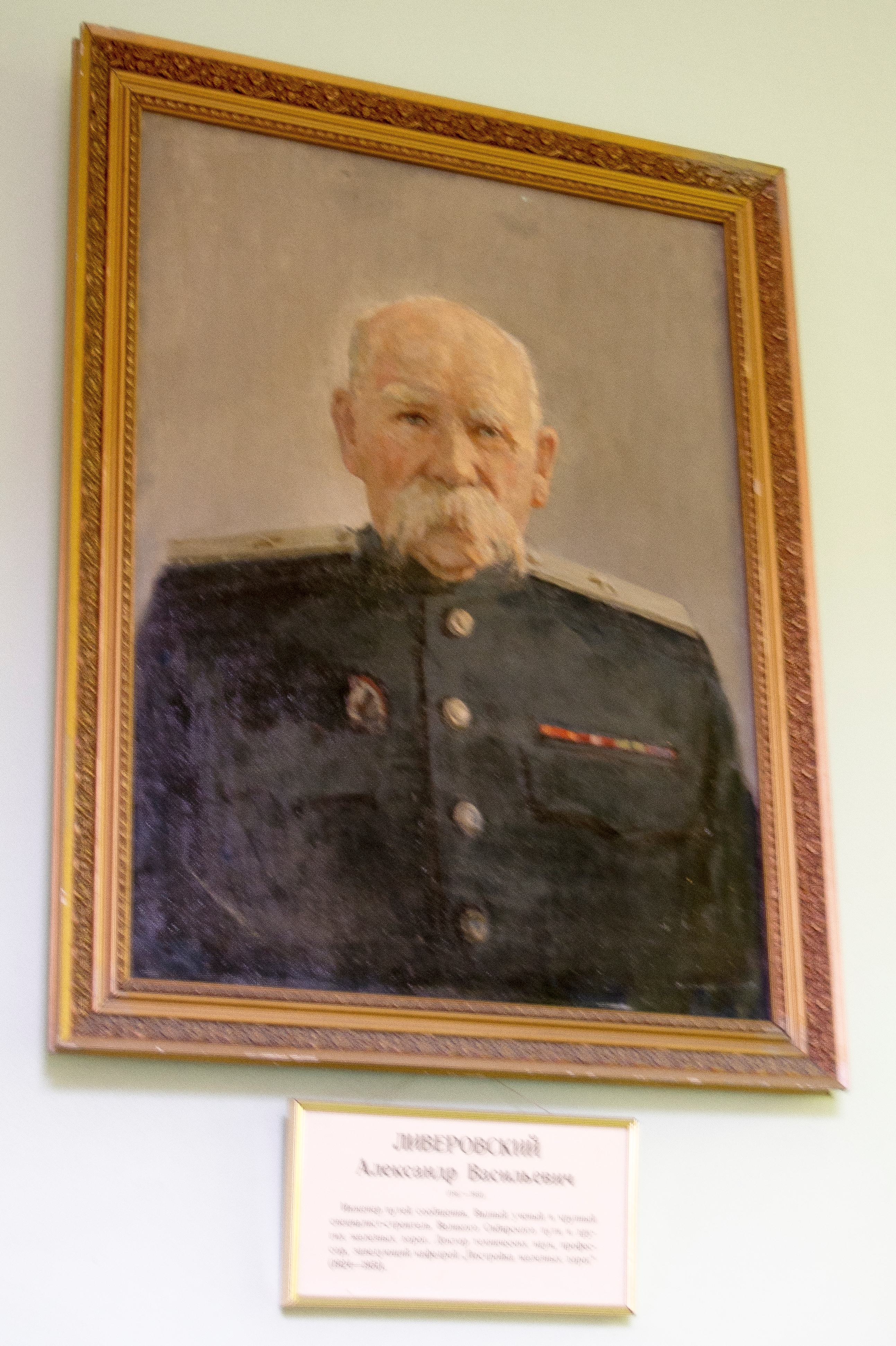
Портрет Александра Васильевича висит в холле ЛИИЖТ среди портретов других выдающихся инженеров института

## Профессор в Ленинграде
В 1924 году вернулся в Ленинград, преподавал в Институте инженеров путей сообщения. В 1926 создал и возглавил кафедру строительного искусства, читал новый курс лекций «Постройка железных дорог», автор первого учебника по этой проблематике. Занимался вопросами сооружения транспортных объектов в особо сложных природных условиях (вечная мерзлота, сейсмичность, болотистость и др.). Был деканом в Институте инженеров путей сообщения. Консультировал Госплан по вопросам разработки схемы строек в первой пятилетке. Некоторое время являлся главным инженером советско-германского акционерного общества «Молгжелдор», руководил достройкой железнодорожной линии Ленинград-Рыбинск. Работал заместителем директора Института мерзлотоведения. Инициатор создания транспортной секции в Академии наук. Профессор Ливеровский А. В. совместно с профессором Бизюкиным Д. Д. (1885—1954) были основателями известной в СССР и за рубежом научной школы по организации постройки железных дорог и строительных работ.
Был одним из ведущих консультантов в области транспортного строительства, неоднократно выезжал на консультации по вопросам мерзлоты и гидротехники на железных дорогах Сибири, Дальнего Востока, Севера. Подготовил экспертные заключения о проектах деревянных мостов узкоколейной железнодорожной линии Дудинка-Норильск, о способе организации и постройке линии Карталы-Акмолинск, о глубине заложения строившегося московского метрополитена, о пригородном трамвае Ленинграда и др.
В 1926 находился в научной командировке в Германии, Чехословакии и Франции, отказался от предложений остаться в эмиграции.

## Аресты и заключение
22 марта 1933 был арестован, заключён в тюрьму Ленинградского ОГПУ, обвинялся участии во вредительской организации. Его хотели использовать как одного из обвиняемых в ходе организации процесса против социалистов-революционеров, который так и не состоялся. Опубликованы показания А. В. Ливеровского, которые он давал на следствии.
В мае 1933 был освобождён, в сентябре того же года вновь арестован, перевезён в Москву, где находился в заключении в Бутырской тюрьме. В марте 1934 освобождён и вернулся в Ленинград. Уже в мае 1934 возглавлял бригаду Народного комиссариата путей сообщения, выехавшую на Байкал для борьбы с оползнями.

### Участник строительства «Дороги жизни»
После начала Великой Отечественной войны остался в блокадном Ленинграде, в 1941—1942 работал в Оборонной комиссии по технической помощи фронту Института инженеров железнодорожного транспорта. Участвовал в проектировании ледовой «Дороги жизни» через Ладогу, давал консультации по осушению выемок, возникших от разрыва снарядов, по восстановлению земляного полотна, устройству противотанковых заграждений, оптической маскировке.
В июле 1942 был эвакуирован в Москву на лечение. В 1944 вернулся в Ленинград, продолжил научную и педагогическую работу в Институте инженеров железнодорожного транспорта.
Был награждён медалью «За оборону Ленинграда» (1942), орденами Трудового Красного Знамени и Красной Звезды (1945), орденом Ленина (1947).
Умер 19 декабря 1951 года в Ленинграде, похоронен на Шуваловском кладбище.

## Труды
- Последние часы Временного правительства. // «Исторический архив». 1960.
- 50 лет работы на железнодорожном транспорте:/ Подготовка к печати А. Э. Даммер. Хабаровск, 1999.
- Строительство в условиях вечной мерзлоты / А. В. Ливеровский и К. Д. Морозов. — Л.; М.: Госстройиздат, 1941 (Ленинград). — 244 с. : ил.